# Pastebin.com
Pastebin.com é um website de armazenamento de código. Foi criado em 3 de setembro de 2002 por Paul Dixon, e atingiu 1 milhão de códigos ativos (excluindo códigos de spam e códigos expirado) 8 anos depois, em 2010.
Possui destaque de sintaxe para uma variedade de linguagens de programação e marcação, bem como contadores de visualizações para códigos e perfis de usuários. Os usuários podem enviar códigos como convidados sem registro, mas uma conta permite gerenciar os códigos postados.

## História
Em outubro de 2011, o número de códigos ativos no site ultrapassou os 10 milhões.
- Em julho de 2012, os donos do Pastebin.com tuitaram que haviam ultrapassado a marca de 20 milhões de códigos ativos.[5]

- Em 9 de junho de 2015, eles anunciaram que tinham alcançado 65 milhões de códigos ativos.[6] Eles também mencionaram que cerca de 75% dos códigos são não-listados ou privados.[7]

- Em dezembro de 2015, o Pastebin.com atingiu 95 milhões de códigos ativos e mais de 2 milhões de membros.[8]

Durante os protestos venezuelanos de 2014, o Pastebin.com foi bloqueado pelo governo do país como um dos sites usados por ativistas para compartilhar informações relacionadas aos protestos.
Em abril de 2020, o Pastebin.com removeu seu recurso de pesquisa integrado e restringiu a sua API de web scraping, inclusive para assinantes vitalícios pagos do Pastebin Pro. Como medida adicional de prevenção contra spam, os códigos de usuários não conectados são ocultadas da lista de códigos recentes, visível na barra lateral do site.
Em setembro de 2020, dois novos recursos foram adicionados ao website. Os usuários passaram a poder proteger com senha os códigos contra visualização e solicitar que elas fossem excluídas imediatamente após serem visualizadas.
Em 14 de outubro de 2020, os termos de serviço foram atualizados e a menção de que as contribuições eram CC BY-SA foi removida.
O Pastebin.com é uma fonte popular de links .onion que levam para a dark web.

## Links externos
- Sítio oficial
- Código-fonte original